# Pelhřimov
Pelhřimov (niem. Pilgram, Pilgrams) − miasto w Czechach, w kraju Wysoczyna.
W mieście urodzili się m.in. czeski hokeista Jiří Novotný i aktor Jiří Lír.
W mieście rozwinął się przemysł maszynowy, włókienniczy, skórzany oraz rzemieślniczy, jest stacja kolejowa Pelhřimov.

## Demografia
Według danych z 2005 powierzchnia miasta wynosiła 9 526 ha, a liczba jego mieszkańców 16 500 osób.
| Rok             | 1970   | 1980   | 1991   | 2001   | 2003   | 2006   | 2014   |
| --------------- | ------ | ------ | ------ | ------ | ------ | ------ | ------ |
| Liczba ludności | 11 559 | 14 239 | 16 480 | 16 590 | 16 541 | 16 546 | 16 203 |

Źródło: Czeski Urząd Statystyczny

## Współpraca
- Dolný Kubín, Słowacja
- St. Valentin, Austria